# Seoni (Madhya Pradesh)
Seoni é uma cidade e um município no distrito de Seoni, no estado indiano de Madhya Pradesh.

## Geografia
Seoni está localizada a 22° 05′ N, 79° 32′ L. Tem uma altitude média de 611 metros (2 004 pés).

## Demografia
Segundo o censo de 2001, Seoni tinha uma população de 89 799 habitantes. Os indivíduos do sexo masculino constituem 52% da população e os do sexo feminino 48%. Seoni tem uma taxa de literacia de 77%, superior à média nacional de 59,5%: a literacia no sexo masculino é de 82% e no sexo feminino é de 71%. Em Seoni, 12% da população está abaixo dos 6 anos de idade.